# 高島市立高島小学校
高島市立高島小学校（たかしましりつ たかしましょうがっこう）は、滋賀県高島市勝野にある公立小学校。隣接する高島市立高島中学校と小中一貫教育の取り組みが行われ、「高島学園」の愛称がつけられている。

## 概要
過疎化の進行により児童数が減少し、複式学級が発生するなどしたため、1965年に高島第一小学校、第二小学校、第三小学校、第四小学校の統合校として開校した。そのため、過半数の児童はバス通学をしている。

## 沿革
- 1947年4月 - 学制改革により、高島第一小学校、第二小学校、第三小学校、第四小学校が発足
- 1964年6月 - 4小学校の統合構想がまとまる
- 1965年10月 - 新校舎が完成（9月）し、統合校として高島町立高島小学校が開校
- 1966年12月 - 体育館竣工
- 2000年 - 体育館を新築
- 2003年 - 大規模改造工事竣工
- 2005年1月 - 町村合併に伴い、高島市立高島小学校へ改称
- 2010年4月 - 高島中学校との小中一貫教育の取り組みを開始

## 主な進学先
- 高島市立高島中学校

## 周辺施設
- 高島市立高島中学校

## 交通アクセス
- 湖西線 近江高島駅下車